# Palenica (Gorce)
Palenica (822 m) – szczyt w Paśmie Lubania w Gorcach. Znajduje się w bocznym grzbiecie tego pasma, który odgałęzia się w okolicach Pasterskiego Wierchu i poprzez Palenicę i Bulówkę opada w Tylmanowej do Dunajca na osiedlach Gabrysie i Kozielce.
Palenica to w Karpatach często spotykana nazwa geograficzna. Przeważnie oznacza polanę, las, wzgórze lub zbocze. Później na mapach przez kartografów często przeniesiona została na szczyt. Niektórzy uważają, że pochodzi od wprowadzonego przez Wołochów sposobu otrzymywania polan przez wypalanie. Nie udało się jednak tego udowodnić.
Grzbiet Palenicy tworzy zbocza dolin dwóch potoków uchodzących do Dunajca. Są to potoki Gabrysiowski i Ciemny. Góra jest całkowicie porośnięta lasem. Nie prowadzi przez nią żaden szlak turystyczny.
Palenica znajduje się w granicach Tylmanowej w województwie małopolskim, w powiecie nowotarskim, w gminie Ochotnica Dolna.